# Marktkerk Sint-Bonifatius (Bad Langensalza)
De protestantse Marktkerk Sint-Bonifatius (Duits: Marktkirche St. Bonifacius) is de belangrijkste kerk van Bad Langensalza, Thüringen, en werd in meerdere bouwfasen vanaf het midden van de 13e eeuw tot het einde van de 16e eeuw in gotische stijl gebouwd, respectievelijk vergroot.
Het kerkgebouw is een belangrijk monument van de stad Bad Langensalza. De laatste restauratie werd in 1994 met ondersteuning van de (Duitse Stichting voor Monumentbescherming uitgevoerd.

## Bouwbeschrijving

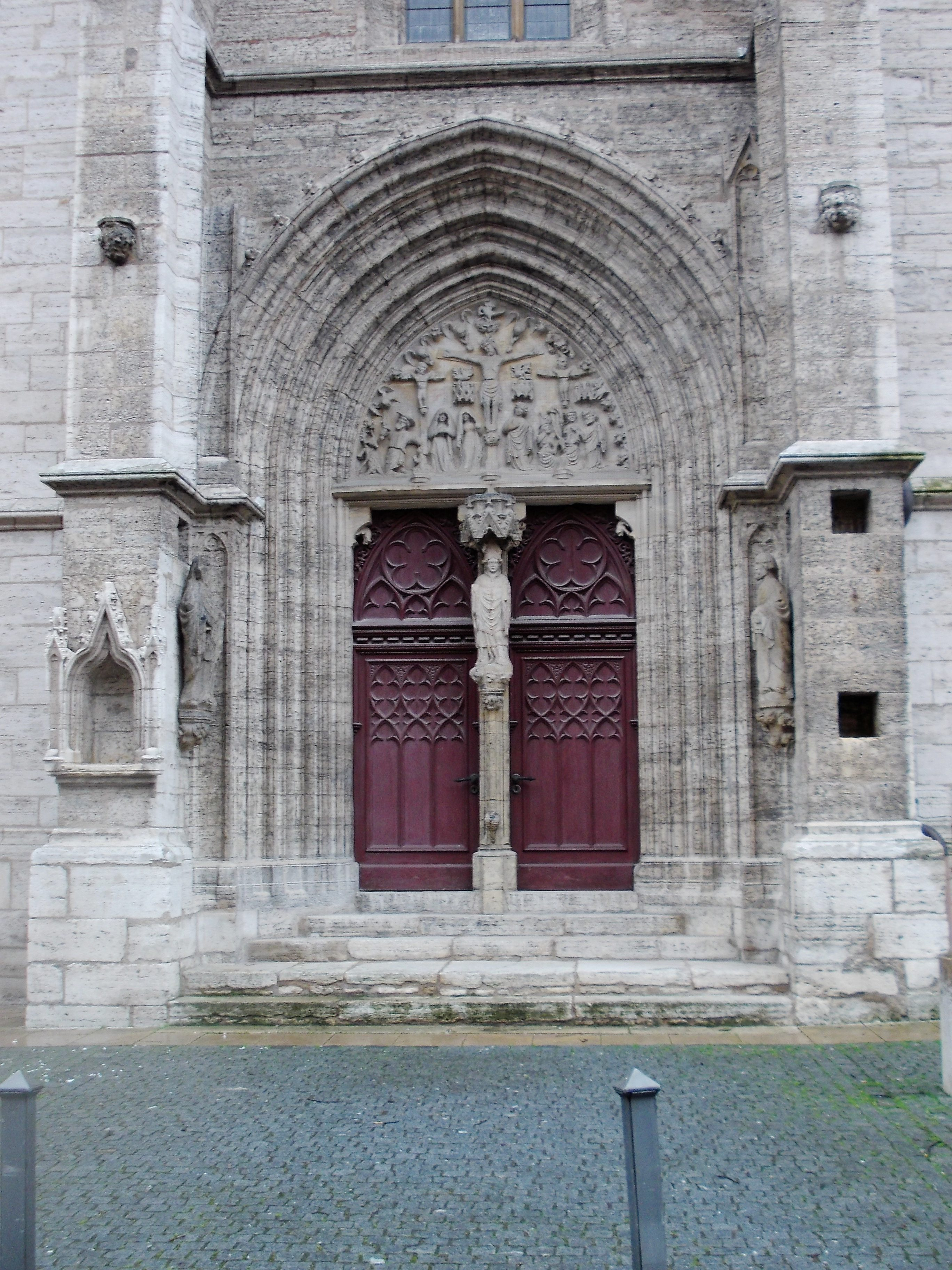
Het noordelijke toegangsportaal in 2013

De marktkerk is een laatgotische drieschepige hallenkerk met een ingesnoerd koor. Bijzonder is het uurwerk aan de toren met één wijzer, dat in 1612 werd ingebouwd. 
Met een klokkentoren van 81 meter hoog is het het hoogste kerkelijke bouwwerk in Duitsland dat van travertijn gebouwd werd. Oorspronkelijk werden er voor de kerk twee torens gepland, hetgeen nog goed is te zien aan de plaats van de huidige toren, die niet centraal voor het kerkschip maar meer zijwaarts staat. Van de bouw van de tweede toren werd afgezien na de terugval van de handel in wede en de daarmee gepaard gaande verarming van de stad.  
Het spitsbogige zandstenen westelijke portaal vormt de hoofdingang van het kerkgebouw. Als versiering van het portaal is ter vermaning van de gelovigen het motief van het Godsgericht aangebracht. Het noordelijk portaal werd door de school van Peter Parler uit Praag ontworpen en heeft als motief de Kruisiging. De oorspronkelijke beschildering van de portalen, beelden en binnenmuren zijn in latere tijd verloren gegaan. 
Het altaar en de nonnengalerij bezitten een cassettenplafond. Een inschrift van het jaar 1519 verwijst naar een verbouwing. Bij een volgende verbouwing in de 16e eeuw werd de beschildering van de kerk vernieuwd. 
Aan de oostelijke zijde van het kerkgebouw bevindt zich op een hoogte van 5 meter een dichtgemetselde poortboog. Het vormde ooit de toegang naar de verbinding met het Witte Vrouwenklooster. De gang voerde naar de nonnengalerij in de kerk en werd aangelegd zodat de Witte Vrouwen van aards vuil bleven verschoond als ze ter kerke gingen.

## Inrichting
- De kansel is het middenschip uit het jaar 1734 werd geschonken door de plaatselijke familie Pfaff. De zeshoekige kanselkuip ontwikkelt zich uit de decoraties van de pijlerbasis. De afsluiting van de kansel wordt gevormd door het eveneens zeshoekige klankbord.
- Het eenvoudige altaar dateert uit de 19e eeuw. Het altaarschilderij toont de kruisiging van Jezus en wordt op 1430 gedateerd.
- De maaswerkvensters werden met deels gebrandschilderde ramen uit de 19e eeuw gerestaureerd.